# ركانة بن عبد يزيد المطلبي
رُكَانَةُ بْنُ عَبْدِ يَزِيدِ بْنِ هَاشِمٍ المطلبي القرشي (تـ 42 هـ) صحابي شديد البأس قوي البنية اشتهر بالقوة في المصارعة وكان لا يصارع شخصًا إلا غلبه وطرحه وثبّته وقد عُرف بذلك حتى قيل لم يمس الأرض جزء من جسده قط.

## سيرته

### اسمه ونسبه
ركانة بن عبد يزيد بن هاشم بن المطلب بن عبد مناف بن قصي بن كلاب بن مرة بن كعب بن لؤي بن غالب بن فهر بن مالك بن النضر بن كنانة بن خزيمة بن مدركة بن إلياس بن مضر بن نزار بن معد بن عدنان. يجتمع مع رسول اللّٰه ﷺ في عبد مناف والمطلب جده هو عم عبد المطلب.

### ركانة والرسولﷺ
وقعت هذه القصة قبل الإسلام، أي قبل أن يجهر محمد ﷺ بالدعوة إلى الإسلام. عن ركانة بن عبد يزيد، قال:«كُنْتُ أَنَا وَالنَّبِيُّ صَلَّى اللهُ عَلَيْهِ وَسَلَّمَ فِي غُنَيْمَةٍ لِأَبِي طَالِبٍ نَرْعَاهَا فِي أَوَّلِ مَا رَأَى إِذْ قَالَ لِي ذَاتَ يَوْمٍ هَلْ لَكَ أَنْ تُصَارِعَنِي؟ قُلْتُ لَهُ: أَنْتَ؟ قَالَ: أَنَا! فَقُلْتُ: عَلَى مَاذَا؟ قَالَ: عَلَى شَاةٍ مِنَ الْغَنَمِ فَصَارَعْتُهُ فَصَرَعَنِي فَأَخَذَ مِنِّي شَاةً ثُمَّ قَالَ: هَلْ لَكَ فِي الثَّانِيَةِ؟ قُلْتُ: نَعَمْ! فَصَارَعْتُهُ فَصَرَعَنِي وَأَخَذَ مِنِّي شَاةً فَجَعَلْتُ أَلْتَفِتُ هَلْ يَرَانِي إِنْسَانٌ فَقَالَ: مَا لَكَ؟ قُلْتُ: لَا يَرَانِي بَعْضُ الرُّعَاةِ فَيَجْتَرِئُونَ عَلَيَّ وَأَنَا فِي قَوْمِي مِنْ أَشَدَّهُمْ، قَالَ: هَلْ لَكَ فِي الصِّراعِ الثَّالِثَةَ؟ وَلَكَ شَاةٌ. قُلْتُ: نَعَمْ! فَصَارَعْتُهُ فَصَرَعَنِي فَأَخَذَ شَاةً فَقَعَدْتُ كَئِيبًا حَزِينًا. فَقَالَ: مَا لَكَ؟ قُلْتُ: إِنِّي أَرْجِعُ إِلَى عَبْدِ يَزِيدَ وَقَدْ أَعْطَيْتُ ثَلَاثًا مِنْ غَنَمِهِ وَالثَّانِيَةُ أَنِّي كُنْتُ أَظُنُّ أَنِّي أَشَدُّ قُرَيْشٍ، فَقَالَ: هَلْ لَكَ فِي الرَّابِعَةِ؟ فَقُلْتُ: لَا بَعْدَ ثَلَاثٍ فَقَالَ: أَمَّا قَوْلُكَ فِي الْغَنَمِ فَإِنِّي أَرَدُّهَا عَلَيْكَ فَرَدَّهَا عَلَيَّ فَلَمْ يَلْبَثْ أَنْ ظَهَرَ أَمْرُهُ فَأَتَيْتُهُ فَأَسْلَمْتُ وَكَانَ مِمَّا هَدَانِي اللهُ- عَزَّ وَجَلَّ- أَنِّي عَلِمْتُ أَنَّهُ لَمْ يَصْرَعْنِي يَوْمَئِذٍ بِقُوَّتِهِ وَلَمْ يَصْرَعُنِي يَوْمَئِذٍ إِلَّا بِقُوَّةِ غَيْرِهِ.» 
أخرج البهيقي وغيره هذه القصة بروايات متعددة بها خلافات طفيفة لكنَ هذه أرجحهم وهي عن ركانة بن عبد يزيد نفسه بخلاف الروايات الأخرى. وقد ذكر ابن عبد البر والبغوي وابن قانع صحبته وصحبة ابنه يزيد.

### وفاته
نزل ركانة المدينة المنورة، وتوفي في خلافة معاوية بن أبي سفيان، ومن ولده علي بن يزيد بن ركانة يضرب به المثل في الفخر والثقل «أثقل من فخر ابن ركانة».